# Ingrid Daubechies

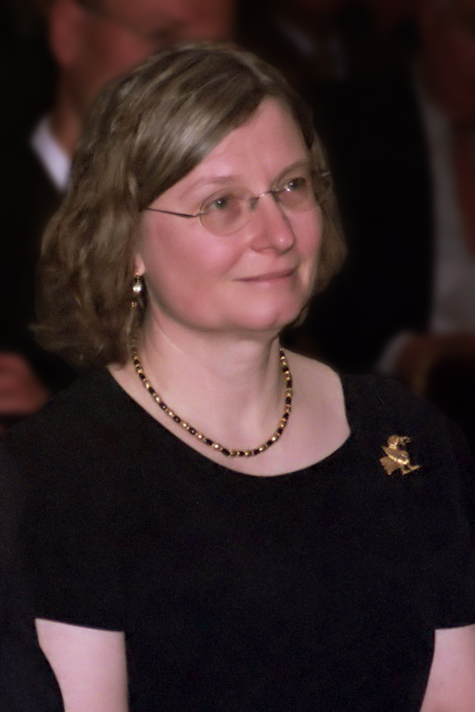
Ingrid Daubechies tijdens de uitreiking van de Gouden Penning door de Koninklijke Vlaamse Academie van België voor Wetenschappen en Kunsten.

Ingrid Chantal barones Daubechies (Houthalen, 17 augustus 1954) is een Belgisch natuurkundige en wiskundige. Zij is een wereldautoriteit op het gebied van wavelets die gebruikt worden voor beeldcompressie. De naam Daubechies is wereldwijd bekend van de orthogonale Daubechies-wavelet en de bi-orthogonale CDF-wavelet. Een wavelet van deze familie wordt gebruikt in de JPEG 2000-standaard.

## Opleiding en vroege carrière
Daubechies voltooide in 1975 haar studie natuurkunde aan de Vrije Universiteit Brussel en behaalde haar doctorstitel aan dezelfde universiteit in 1980. Ze bleef als assistent-onderzoeker werken aan de Vrije Universiteit en kreeg daar in 1984 de functie van assistent-professor.

## Carrière
In 1987 trok Daubechies naar de Verenigde Staten, en ging werken in een onderzoeksgroep van AT&T Bell Labs. Datzelfde jaar deed ze haar bekendste ontdekking: de constructie van Quadrature Mirror Filterbanks, die aan de basis liggen van compacte waveletdecompositie. Deze zijn van groot belang in de beeldcompressie en vormen de basis van de JPEG 2000-standaard om gemakkelijker foto's via het internet te versturen. In 1988 publiceerde ze haar resultaten over orthonormale bases van wavelets met een compacte drager in Communications on Pure and Applied Mathematics.
Van 1991 tot 1994 werkte Daubechies aan het Mathematics Department van Rutgers University (NY).
In 1994 ging ze werken bij Princeton University, waar ze aan het interdisciplinaire Program in Applied and Computational Mathematics verbonden was. In 2004 werd ze de William R. Kenan, Jr. Professor en werd ze de eerste vrouwelijke hoogleraar wiskunde in Princeton.
Sinds januari 2011 werkt Daubechies aan Duke University, waar ze de James B. Dukeleerstoel bekleedt in het Department of Mathematics and Electrical and Computer Engineering. In 2016 richtte ze samen met Heekyoung Hahn de Duke Summer Workshop in Mathematics (SWIM) op, die gericht zijn op rijzende sterren onder vrouwelijke high school scholieren.
Daubechies is bestuurder van het programma Enhancing Diversity in Graduate Education (EDGE), een programma dat erop gericht is om vrouwen te helpen om aan een PhD traject in de wiskunde te beginnen.
Daubechies was onderwerp van de documentairereeks "Alles voor de wetenschap", dat in 2011 op VRT Canvas werd uitgezonden, alsook in het programma "Alleen Elvis blijft bestaan", dat in 2015 op hetzelfde VRT Canvas werd uitgezonden.

## Onderscheidingen
De Koninklijke Nederlandse Akademie van Wetenschappen (KNAW) benoemde Daubechies in 1999 tot buitenlands lid.
Op 10 december 2005 werd haar de Gouden Penning van de Koninklijke Vlaamse Academie van België voor Wetenschappen en Kunsten (KVAB) toegekend voor haar bijdragen en verdiensten op het vlak van de aanmoediging en de verspreiding van de wetenschap en van de kunst.
In 1998 werd Daubechies gekozen als nieuw lid van de Amerikaanse National Academy of Sciences.
Op 20 augustus 2010 werd ze in de Indiase stad Hyderabad tijdens het vierjaarlijkse wereldcongres van de Internationale Wiskundige Unie (IMU) verkozen tot voorzitter van de unie. Ze was daarmee de eerste vrouwelijke voorzitter (2011-2014). In 2015 werd ze in deze rol opgevolgd door de Japanner Shigefumi Mori.
In 2012 werd de Frederic Esser-Nemmersprijs in de wiskunde aan haar toegekend.
De uitkijktoren van het gemeentelijk dienstencentrum NAC in Houthalen-Helchteren, de gemeente waar ze opgroeide, is naar haar vernoemd: het Oog van Daubechies.
Op 17 september 2014 kreeg zij persoonlijke adeldom van koning Albert II met de persoonlijke titel van barones .
Op 14 maart 2018 ontving Daubechies een eredoctoraat aan de École Normale Supérieure de Lyon en op 30 mei 2019 aan Harvard University.
In 2019 kreeg zij de L'Oréal-Unescoprijs voor vrouwen in de wetenschap voor haar uitzonderlijke bijdrage aan de digitale beeld- en signaalverwerking, met gemeenschappelijke en veelzijdige algoritmen voor datacompressie.
In 2023 won zij de de Wolf Prize.
In 2025 ontvangt zij een prestigieuze Amerikaanse wetenschapsprijs, de National Medal of Science.

## Persoonlijk
Daubechies is geboren in Houthalen als dochter van Marcel Daubechies (burgerlijk ingenieur) en Simonne Duran (criminoloog). Ze huwde in 1987 met de Britse wiskundige prof. dr. Robert Calderbank, eveneens verbonden aan Duke University.

## Geselecteerde publicaties
- Ten Lectures on Wavelets. SIAM, Philadelphia (1992). ISBN 0-89871-274-2.[14]
- Orthonormal bases of compactly supported wavelets[15] 1988, Wiley Periodicals, Inc. Journal: Communications on Pure and Applied Mathematics, Volume41, Issue 7.
- D. Aerts and I. Daubechies, A connection between propositional systems in Hilbert spaces and von Neumann algebras,[16] Helv. Phys. Acta, 52, pp. 184–199, 1979.
- D. Aerts and I. Daubechies, A characterization of subsystems in physics,[16] Lett. Math. Phys., 3 (1), pp. 11–17, 1979.
- Iteratively reweighted least squares minimization for sparse recovery[17] 2009, Periodicals, Inc. Journal: Communications on Pure and Applied Mathematics, Volume 63, Issue1.
- Cohen, I. Daubechies, and A. Ron, How smooth is the smoothest function in a given refinable space?,[16] Appl. Comp. Harm. Anal., 3 (1), pp. 87–89, 1996.
- I. Daubechies, S. Jaffard, and J.L. Journe, A simple Wilson orthonormal basis with exponential decay,[16] SIAM J. Math. Anal., 22 (2), pp. 554–572, 1991.